# Episodi di Brooklyn Nine-Nine (terza stagione)
La terza stagione della serie televisiva Brooklyn Nine-Nine è stata trasmessa in prima visione negli Stati Uniti d'America dal canale Fox dal 27 settembre 2015.
In Italia la stagione è stata trasmessa da Comedy Central a partire dal 7 ottobre 2016. Il 27 settembre 2017 l'intera stagione è stata resa disponibile su Netflix.
| n° | Titolo originale  | Titolo italiano         | Prima TV USA      | Prima TV Italia  |
| -- | ----------------- | ----------------------- | ----------------- | ---------------- |
| 1  | New Captain       | Il nuovo capitano       | 27 settembre 2015 | 7 ottobre 2016   |
| 2  | The Funeral       | Il funerale             | 4 ottobre 2015    | 7 ottobre 2016   |
| 3  | Boyle's Hunch     | L'intuito di Boyle      | 11 ottobre 2015   | 14 ottobre 2016  |
| 4  | The Oolong Slayer | L'assassino del tè blu  | 18 ottobre 2015   | 14 ottobre 2016  |
| 5  | Halloween III     | Halloween III           | 25 ottobre 2015   | 21 ottobre 2016  |
| 6  | Into the Woods    | Nel bosco               | 8 novembre 2015   | 21 ottobre 2016  |
| 7  | The Mattress      | Il materasso            | 15 novembre 2015  | 21 gennaio 2017  |
| 8  | Ava               | Ava                     | 22 novembre 2015  | 21 gennaio 2017  |
| 9  | The Swedes        | Gli svedesi             | 6 dicembre 2015   | 28 gennaio 2017  |
| 10 | Yippie Kayak      | Yippie Kayak            | 13 dicembre 2015  | 28 gennaio 2017  |
| 11 | Hostage Situation | Recupero di ostaggi     | 5 gennaio 2016    | 4 febbraio 2017  |
| 12 | 9 Days            | Nove giorni             | 19 gennaio 2016   | 4 febbraio 2017  |
| 13 | The Cruise        | La crociera             | 26 gennaio 2016   | 11 febbraio 2017 |
| 14 | Karen Peralta     | Karen Peralta           | 2 febbraio 2016   | 11 febbraio 2017 |
| 15 | The 9-8           | Il Novantottesimo       | 9 febbraio 2016   | 18 febbraio 2017 |
| 16 | House Moses       | Ognuno al proprio posto | 16 febbraio 2016  | 18 febbraio 2017 |
| 17 | Adrian Pimento    | Adrian Pimento          | 23 febbraio 2016  | 25 febbraio 2017 |
| 18 | Cheddar           | Cheddar                 | 1º marzo 2016     | 25 febbraio 2017 |
| 19 | Terry Kitties     | I gattini di Terry      | 15 marzo 2016     | 4 marzo 2017     |
| 20 | Paranoia          | Adrian e Rosa           | 29 marzo 2016     | 4 marzo 2017     |
| 21 | Maximum Security  | Massima sicurezza       | 5 aprile 2016     | 11 marzo 2017    |
| 22 | Bureau            | La talpa                | 12 aprile 2016    | 11 marzo 2017    |
| 23 | Greg and Larry    | Greg e Larry            | 19 aprile 2016    | 11 marzo 2017    |

*il titolo italiano "La talpa" è stato utilizzato sia per il quinto episodio della seconda stagione sia per il ventiduesimo della terza stagione. Tuttavia non vi è un vero e proprio collegamento tra i due episodi, e i titoli originali dei due episodi, in lingua inglese, sono completamente differenti (rispettivamente "The Mole" e "Bureau", traducibili come "La talpa" e "Ufficio").

## Il nuovo capitano
- Titolo originale: New Captain
- Diretto da: Michael Schur
- Scritto da: Dan Goor & Michael Schur

### Trama
Al distretto arriva un nuovo capitano, molto attento alle regole e all'efficienza. Jake e Amy iniziano la loro relazione ponendosi delle regole che non riescono a rispettare. L'avventura di Gina e Holt alle risorse umane inizia con il compito di scegliere la mascotte della NYPD.
- Altri interpreti: Bill Hader (Capitano Seth Dozerman), Kyra Sedgwick (Madeline Wuntch)
- Ascolti USA: 3 140 000

## Il funerale
- Titolo originale: The Funeral
- Diretto da: Claire Scanlon
- Scritto da: Dan Goor e Michael Schnur

### Trama
L'arrivo dell'"Avvoltoio" a capo del distretto dopo la morte di Dozerman sconvolge la squadra. Al funerale Jake e Amy cercano di farlo licenziare e far riavere il posto a Holt. Nel frattempo, il nuovo capitano ostacola la loro relazione, minacciando di retrocedere Peralta a agente semplice.

## L'intuito di Boyle
- Titolo originale: Boyle's Hunch
- Diretto da: Trent O'Donnell
- Scritto da: Tricia McAlpin

### Trama
Boyle ha un'appassionante conversazione in tribunale con una donna che viene poi arrestata per aver truffato l'assicurazione. Charles, sicuro della sua innocenza, chiede l’aiuto di Jake per indagare. Holt ha problemi a far valere le sue idee per migliorare la polizia.

## L'assassino del tè blu
- Titolo originale: The Oolong Slayer
- Diretto da: Michael McDonald
- Scritto da: Gabe Liedman

### Trama
Mentre indaga su un serial killer, Jake chiede aiuto a Holt nel tentativo di risolvere il caso di nascosto. Al distretto, Rosa e Amy sono costrette a organizzare la festa di compleanno dell'Avvoltoio e Charles cerca di aiutare Terry con la sua nuova dipendenza. Dopo che Jake e Holt hanno sconfitto con successo l'assassino del tè blu, Jake dà il merito del caso all'Avvoltoio, in modo da aiutare Holt a riconquistare la sua posizione di capitano del distretto.